# Karl Wallenda
Karl Wallenda (Magdeburgo, 21 gennaio 1905 – San Juan, 22 marzo 1978) è stato un artista tedesco naturalizzato statunitense di professione equilibrista, fondatore del gruppo di equilibristi The Great Wallendas.

## Biografia

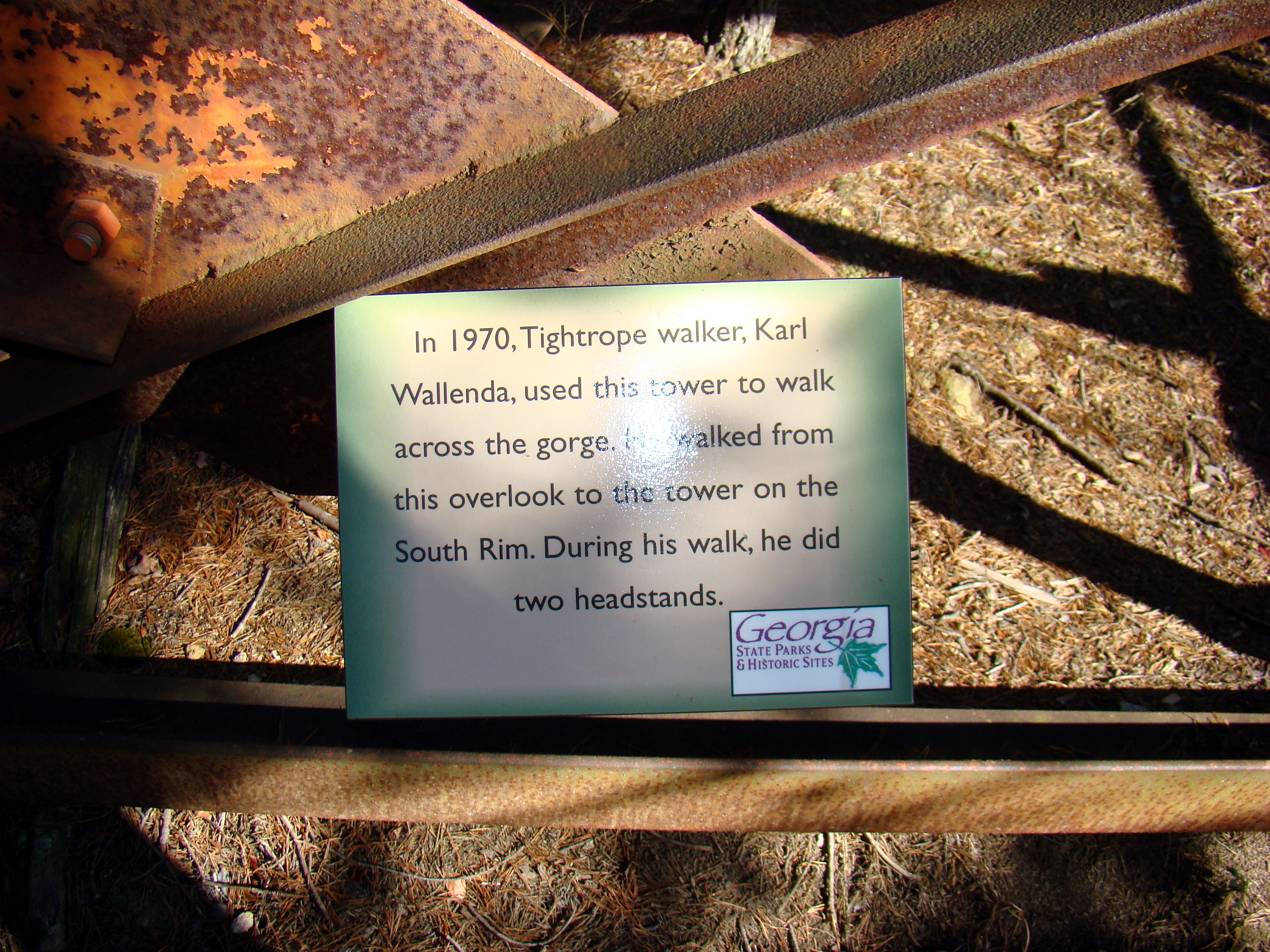
Epitaffio sul passaggio di Wallenda al Tallulah Gorge State Park

Nato a Magdeburgo in Germania, nel 1905 da una famiglia di artisti circensi, già all'età di sei anni si esibì in numeri di equilibrismo. Non lasciò mai la professione, nemmeno in età avanzata. 
Entrò ben presto nel gruppo di equilibristi The Great Wallendas, in cui lavoravano i suoi familiari. Dopo numerosi tour in Europa debuttò negli Stati Uniti nel 1928 con un numero senza rete (che era stata smarrita durante la traversata), riscuotendo grande successo al Madison Square Garden.
Dopo una vita di successi, nel 1970, a 65 anni, percorse su un filo una traversata sopra il fiume Tallulah in Georgia, davanti agli occhi sbalorditi di più di 30.000 persone.
Il 22 marzo 1978, a 73 anni, ci riprovò, tentando un numero a Porto Rico, consistente nell'andare da una torre del Condado Plaza Hotel all'altra a San Juan, in equilibrio sopra un filo senza reti di protezione («le reti non sono altro che una serie di buchi tenuti insieme da un filo»), a 37 metri di altezza. L'esito fu tragico: Wallenda cadde a oltre 48 km/h sull'asfalto, morendo sul colpo. Il tutto accadde durante una diretta televisiva.
Il sociologo Erving Goffman cita una sua frase nel saggio Il Rituale dell'interazione per introdurre il capitolo riguardo a "l'azione". Testualmente: «Stare sul filo è vivere, tutto il resto è aspettare».